# Severo de Menorca
Severo de Menorca (Iamona, siglo V) fue obispo de Menorca a comienzos del siglo V.
Escribió La circular del obispo Severo de Menorca sobre la conversión de los judíos (418), donde expone cómo consiguió convertir a los judíos de Mahón gracias a un milagro.[cita requerida] El obispo atribuyó el hecho de que un gran número de judíos que residían en la isla se convirtieron al cristianismo, a la presencia de las reliquias de San Esteban el protomártir, que habían sido depositadas en la iglesia de Magón (Mahón) por Paulo Orosio cuando retornó de Oriente y lo anunció en una carta a todos los eclesiásticos del mundo (417) titulada Epistola ad omnes orbis terrarum Episcopos, Presbyteros, et Diaconos. La conversión masiva de Mahón es la primera de las que se tiene constancia en occidente. La estrategia fue de carácter religioso, evitando cualquier violencia física y cualquier víctima,[cita requerida] aunque sí que los cristianos quemaron la sinagoga de Mahón, salvando los libros y la plata, que se devolvieron a los judíos. Según la redacción de Severo, el único herido fue un esclavo cristiano golpeado por una piedra lanzada por un judío. Tras el rumor acerca de la conversión del líder de la comunidad judía, Teodoro, muchos judíos se fueron de Mahón.